# Saint Jérôme (Verrocchio)
Pour les articles homonymes, voir Saint-Jérôme (homonymie).
Saint Jérôme – ou San Girolamo en italien – est un tableau réalisé par le peintre italien Andrea del Verrocchio vers 1460. De format vertical, il a été exécuté via une technique mixte sur du papier avant d'être fixé sur un panneau de bois. Il s'agit d'une peinture chrétienne qui représente Jérôme de Stridon en buste devant un fond sombre. Aperçu de trois quarts par son profil droit, et en légère contre-plongée, le vieil homme lève les yeux au Ciel, sa tête surmontée d'une auréole. Sans doute une étude pour une autre peinture, l'œuvre fait partie des collections de la maison de Médicis jusqu'au XVIIe siècle. Elle est conservée dans la galerie Palatine du palais Pitti, à Florence, en Toscane.